# Anton Herman Gerard Fokker

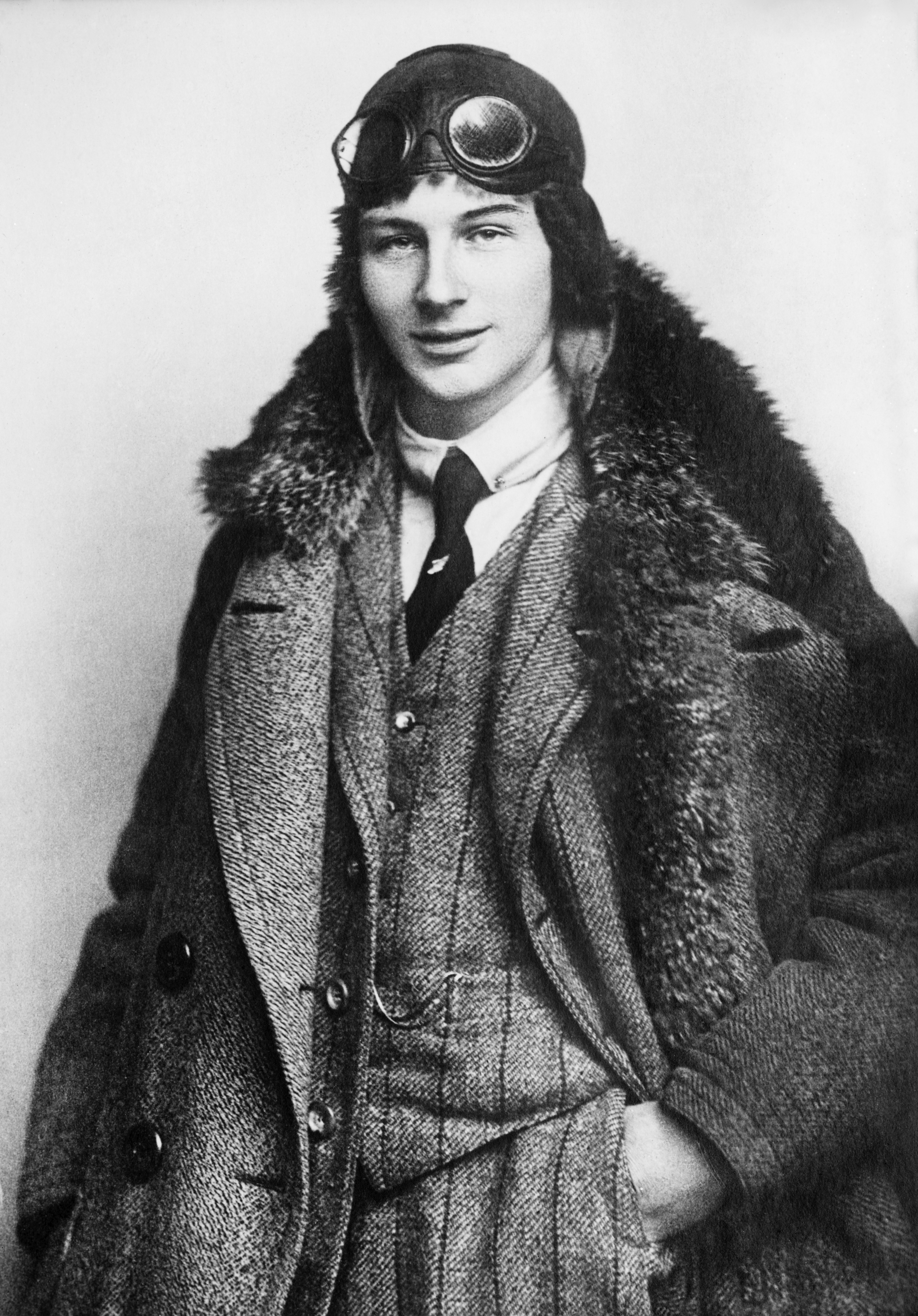
Anton Herman Gerard Fokker (1916)

Anton Herman Gerard „Anthony“ Fokker (* 6. April 1890 in Kediri auf Java; † 23. Dezember 1939 in New York) war ein niederländisch-deutsch-US-amerikanischer Luftfahrtpionier, Pilot, Flugzeugkonstrukteur, Flugzeughersteller und Luftfahrtunternehmer. Während des Ersten Weltkriegs produzierte er in Deutschland innovative Jagdflugzeuge wie die E-Serie, die Dr.I und die D.VII, die mit ihren Leistungsparametern, ihrer Robustheit und Effizienz neue Maßstäbe im Flugzeugbau setzten.

## Leben

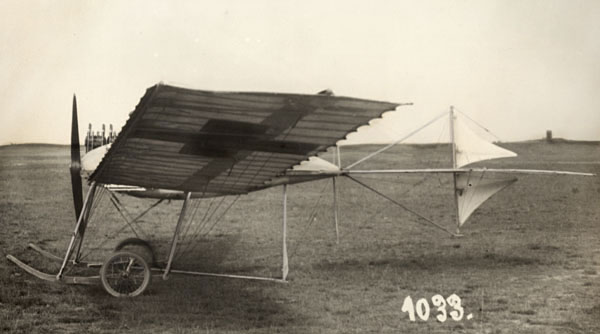
„Fokker-Spinne“ (1911)

### Haarlem und Gonsenheim

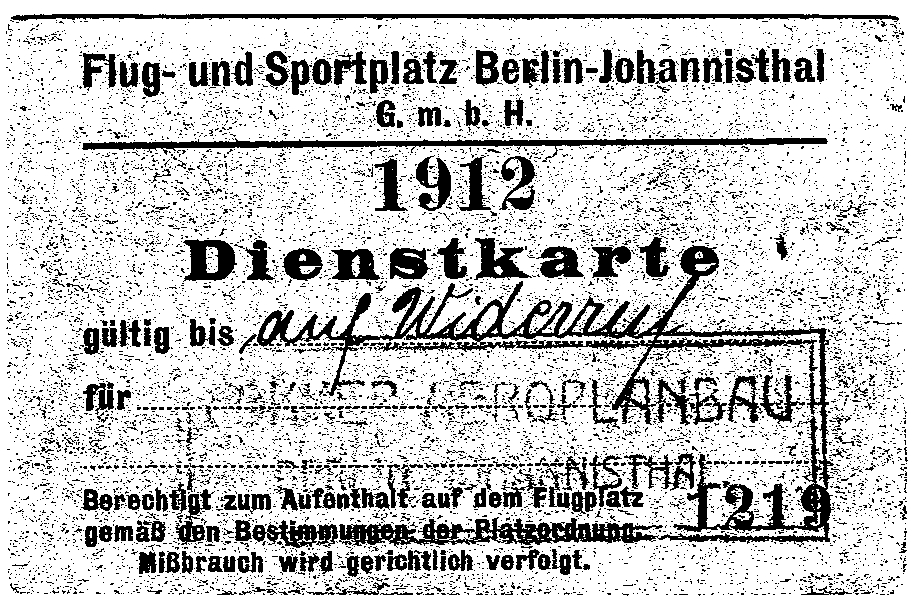
Dienstausweis für Johannisthal (1912)

Anthonys Vater Herman Fokker, Eigentümer einer Kaffeeplantage auf Java, kehrte mit seiner Familie 1894 nach Haarlem in die Niederlande zurück. Der zwanzigjährige Anthony sollte 1910 in Deutschland einen Automobilbaukurs auf der Ingenieurschule in Bingen besuchen, er schrieb sich aber bei einem Lehrgang für Flugzeugbau in Zahlbach bei Mainz ein. Während seiner Studienzeit ließ er mit dem Geld seines Vaters und seines Mitstreiters Oberleutnant Franz von Daum bei den Goedecker Flugmaschinenwerken ein Flugzeug nach seinen Vorstellungen bauen, die „Fokker-Spinne“. Am 7. Juni 1911 erwarb er auf dieser Maschine die Fluglizenz Nr. 88 des Deutschen Luftfahrer-Verbands (DLV) nach den Regularien der Fédération Aéronautique Internationale (FAI) und war somit ein Alter Adler.

### Johannisthal
Nach der Gründung der Fokker Aviatik GmbH und seiner Flugzeugfabrik AHG Fokker Aeroplanbau in Johannisthal im Februar 1912 baute Fokker etwa 25 Flugzeuge des Typs M.1 (Spinne). Die Einzelteile wurden von Goedecker geliefert und bei Fokker zusammengebaut. Für das Flugzeug besaß Fokker in Deutschland seit Januar 1912 ein Patent. Der unter ständiger Geldnot leidende Jungunternehmer erhielt neben der Ausbildung von Piloten auch kleine Heeresaufträge, die seine Firma über Wasser hielten. Fokkers Maschinen nahmen an Belastungstests des Militärs teil, die sie als die sichersten im Dienst der Fliegertruppe auswiesen. Dieser Erfolg war der konsequenten Verwendung nahtlos verschweißter Stahlrohrrümpfe für seine Flugzeuge zu verdanken, für deren Anfertigung seit 1912 Reinhold Platz verantwortlich war.

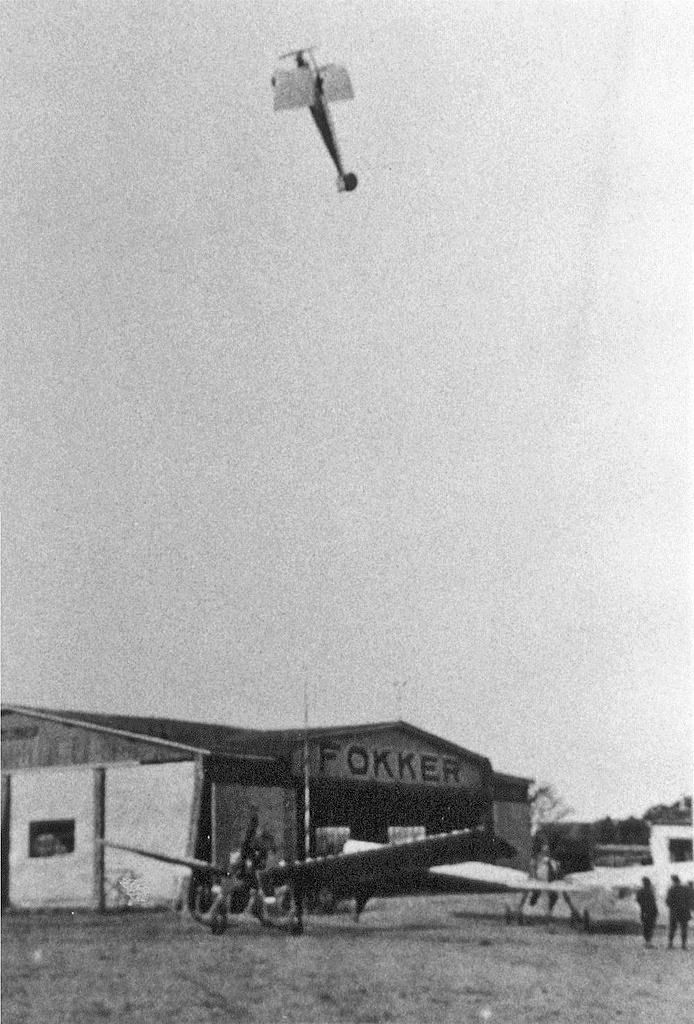
Anthony Fokker bei der Flugerprobung der M.5L auf dem Flugplatz Schwerin-Görries (1914)

### Schwerin-Görries

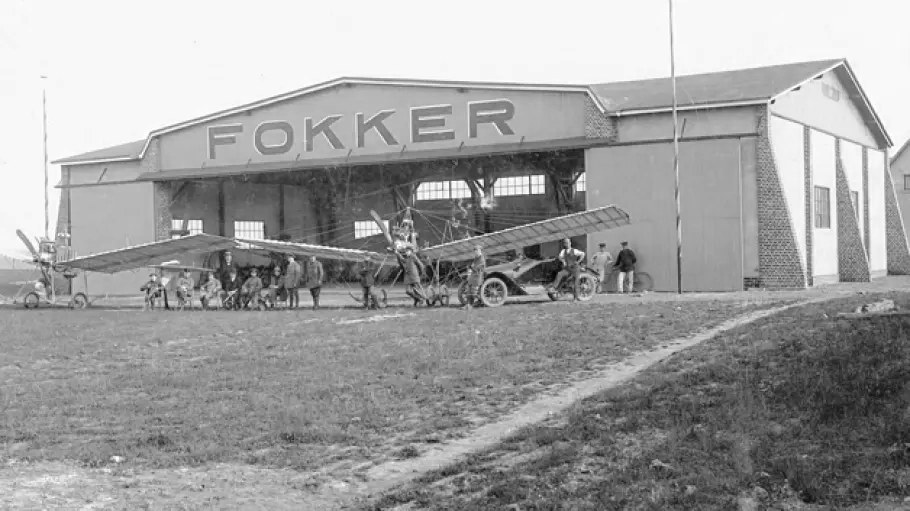
Flugzeuge der Fokker Flugschule vor der 1913 errichteten Werkhalle der Fokker Aeroplanbau auf dem Flugplatz Schwerin-Görries (1913)

1913 nahm Fokker eine Gelegenheit wahr, zu günstigen Konditionen seine Flugzeugfertigung von Berlin nach Schwerin zu verlegen; bereits im Mai eröffnete er auf dem Flugplatz Schwerin-Görries eine Flugschule. In seiner ab Oktober 1913 gebauten Werkhalle am Hintenhof (heute Bornhövedstraße) begann er in seiner Firma, die Anfang 1914 in „Fokker Aeroplanbau GmbH“ umbenannt wurde, mit der Entwicklung und Produktion neuer Flugzeuge. Die Prototypen flog er selbst ein und bewies dabei hohes fliegerisches Können. Das zeigte er insbesondere im ersten Halbjahr 1914, als er seinen neuen Eindecker (Werksbezeichnung Fokker M.5) mit sehr gutem Echo in der Fachpresse auf deutschen Flugplätzen präsentierte. Am 18. Juni 1914 führte eine Flugdemonstration vor Heeres-Offizieren und dem preußischen Kriegsminister Falkenhayn in Johannisthal unmittelbar zur Bestellung einer Kleinserie der Maschine zur Heereserprobung. Damit erholte sich die Firma in finanzieller Hinsicht.
Der große Aufschwung der Flugzeugwerke begann mit dem Kriegsbeginn im August 1914, als bei Fokker fast täglich Offiziere des Heeres und der Marine erschienen, die alle vorhandenen Flugzeuge und Motoren kauften und neue in Auftrag gaben. Fokker selbst widmete sich nun hauptsächlich dem Entwurf, der Produktion und dem Vertrieb seiner Flugzeuge. 1915, zu seinem 25. Geburtstag, erhielt Fokker auf Anweisung der Obersten Heeresleitung die deutsche Staatsbürgerschaft.

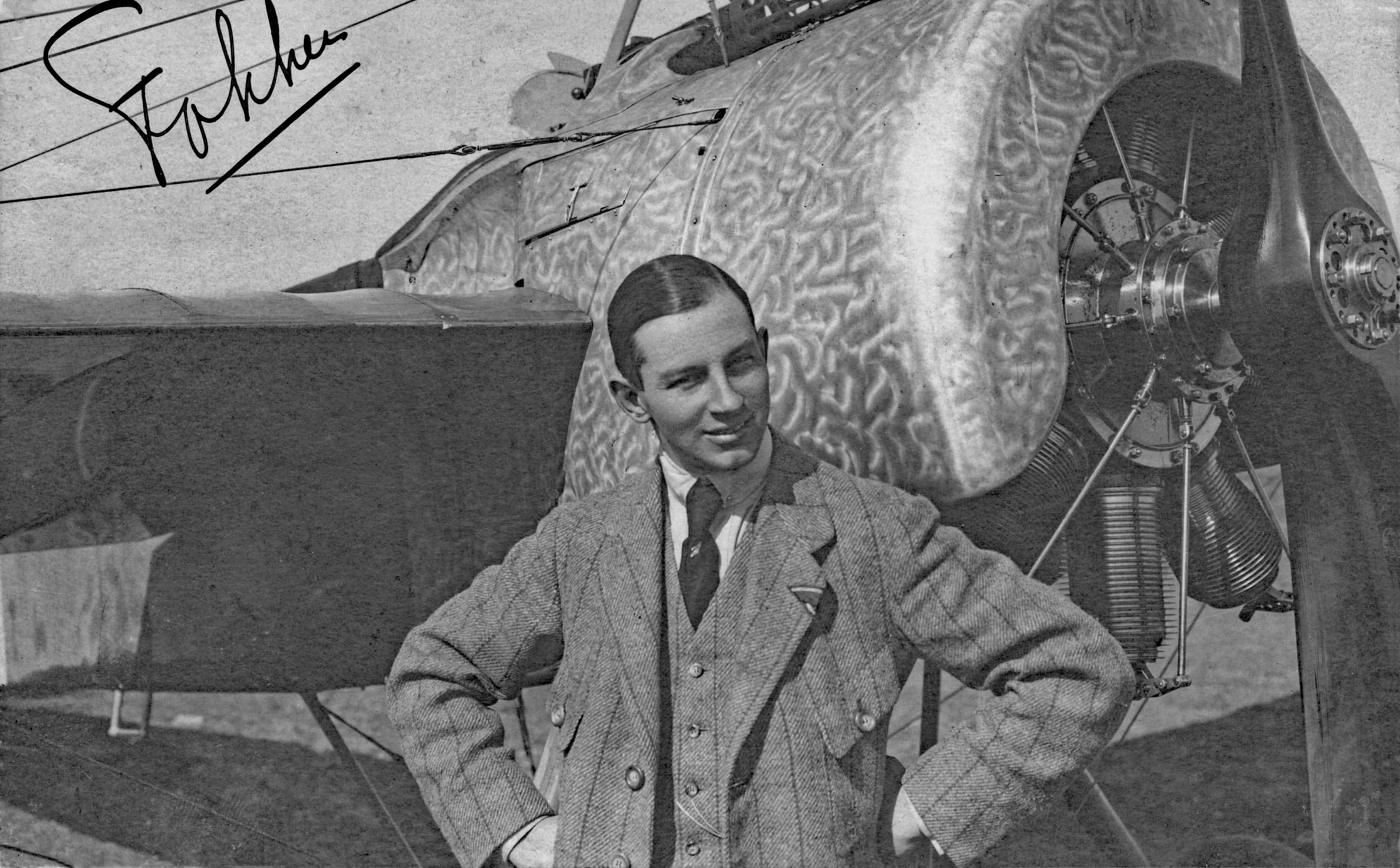
Fokker mit Ordensband des EK II am Revers vor einem seiner erfolgreichen Jagdflugzeuge der Fokker E-Reihe (E.II oder E.III) (1915)

Ersten Ruhm erlangte Fokker, als er im Mai 1915 innerhalb weniger Tage einen Synchronisationsmechanismus für seine Fokker M.5 entwickelte, der es ermöglichte, mit einem Maschinengewehr durch den Propellerkreis zu feuern, ohne die Propellerblätter zu beschädigen. Tatsächlich wurde diese Erfindung offenbar von Heinrich Lübbe und Kurt Heber gemacht, die beide in der Waffenabteilung Fokkers arbeiteten. Die Eindecker mit der Militärbezeichnung Fokker E.I-IV, die aus der M.5 hervorgingen, waren die ersten Serien-Jagdflugzeuge mit diesem revolutionären Mechanismus. Durch diese Entwicklung erhielten die deutschen Flieger etwa ein halbes Jahr Luftüberlegenheit und Fokker wurde vom deutschen Kaiser das Eiserne Kreuz verliehen. Der Erfinder Franz Schneider verklagte Fokker nach dem Krieg wegen „Patentdiebstahls“, doch Fokker wusste alle Prozesse zu verzögern und zahlte, trotz Verurteilung, nichts. Es stellte sich auch heraus, dass Schneiders Patent in der Realität versagt hätte.

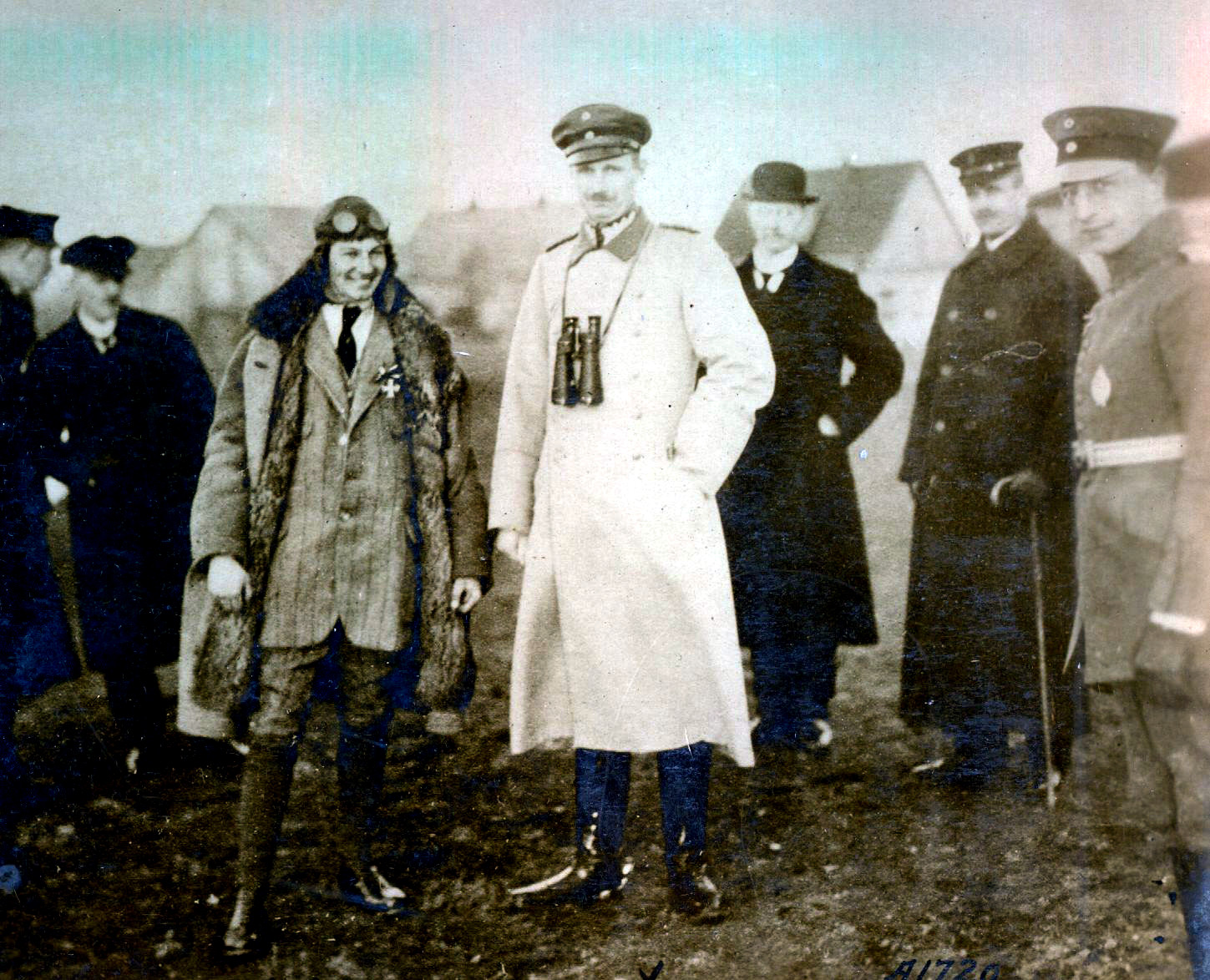
Großherzog Friedrich Franz IV. von Mecklenburg-Schwerin verleiht Fokker auf dem Flugplatz Schwerin-Görries das Mecklenburgische Verdienstkreuz (Februar 1916)

Um die Produktion während des Krieges zu gewährleisten, expandierten die Fokkerwerke. Ständig wurden an die Fabrik am Hintenhof und auf dem Flugplatz neue Baracken und Hallen gebaut. In Schwerin kaufte Fokker sich in die Pianofabrik Perzina ein, um über Holzspezialisten zu verfügen. Weitere Zweigwerke kamen hinzu, zum Beispiel in Schwerin die Pianofabrik Adolf Nützmann, in Berlin-Reinickendorf die Waffenfabrik Zimmermann und in Ungarn Magyar Általános Gépgyár. 1916 erwarb Fokker ein Sechstel der Gesellschaftsanteile der Motorenfabrik Oberursel AG, mit deren Umlaufmotoren ein Großteil seiner Jagdflugzeuge ausgestattet waren; im Oktober 1917 wurde er Mitinhaber der Flugzeugwerft Lübeck-Travemünde GmbH. Die Anzahl der Mitarbeiter Fokkers vergrößerte sich während des Krieges von ca. 100 auf etwa 6000, davon beschäftigte er allein in Schwerin 1800 Angestellte. Aus diesem Werk gingen zum Kriegsende täglich, Sonntage eingeschlossen, acht Kampfflugzeuge hervor.

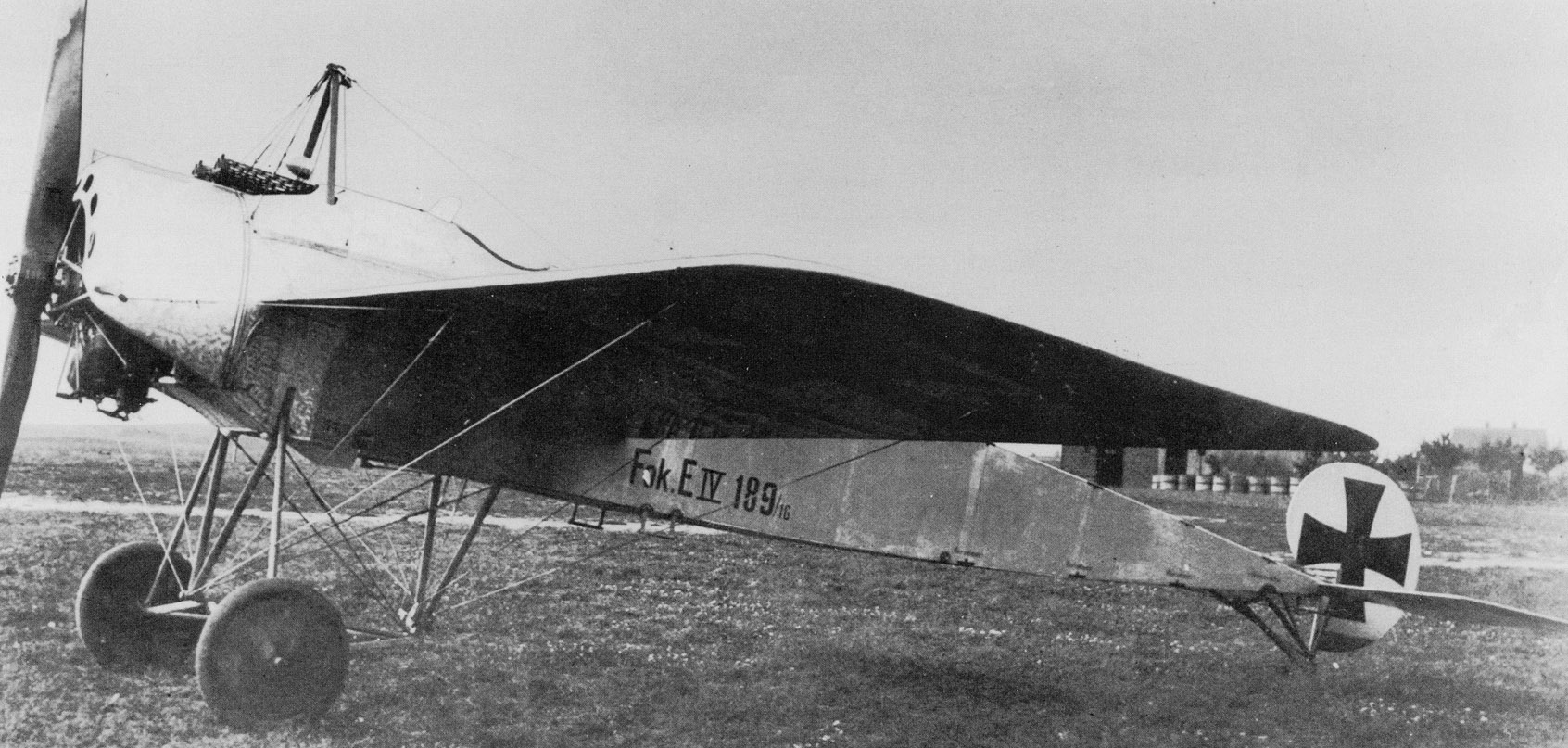
Fokker E.IV (1916)

Während die Zweigwerke hauptsächlich Einzelteile wie Tragflächen, Motoren oder Schusswaffen fertigten, wurden Fokkers Flugzeuge in der Fabrik am Hintenhof produziert. Hier erfolgte der Zusammenbau mit dem Motor und der Einbau von Maschinengewehren durch die Bewaffnungsabteilung. Vormontiert und mit seitlich angehängten Tragflächen wurden die Flugzeuge mit Automobilen zum Flugplatz Schwerin-Görries gebracht. Dort erfolgte neben der Endmontage auch eine Schusswaffenprüfung. Verschiedene Flieger übernahmen unter der Leitung des Chefpiloten Bernard de Waal das Einfliegen der neuen Flugzeuge. Nach der Flugabnahme wurden die Tragflächen wieder demontiert und die Flugzeuge auf flache Güterwagen verladen und an die Front transportiert.

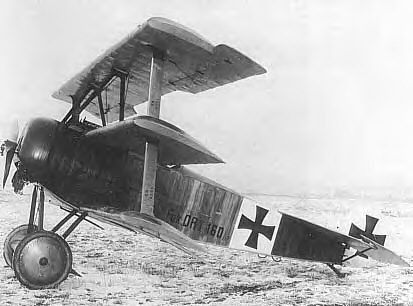
Fokker Dr.I 160/17 (1917)

Fokker war zu seiner Zeit vermutlich der einzige Flugzeugproduzent, der persönlich an der Front mit den Piloten sprach, um ihre Meinungen und Wünsche zu hören. Viele bekannte Kampfflieger des Ersten Weltkrieges, darunter Manfred von Richthofen, Max Immelmann und Oswald Boelcke nutzten Flugzeuge von Fokker. Werner Voß beispielsweise erzielte innerhalb von drei Wochen 22 Abschüsse mit dem Prototyp (Fokker F.I 103/17) der Fokker Dr.I.

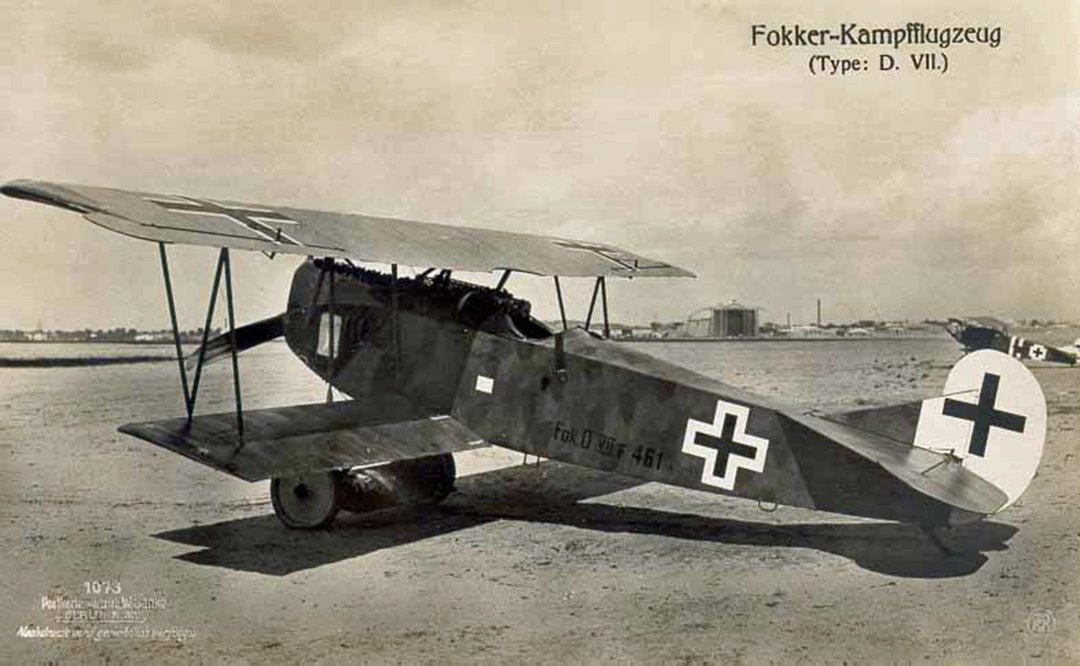
Fokker D.VIIF (1918)

Die 1918 von Fokker entwickelte und auch selbst eingeflogene Fokker D.VII galt als das beste Jagdflugzeug seiner Zeit. Ihre ausgezeichnete Steuerfähigkeit auch in großen Höhen und die stabile Struktur stellten einen Großteil der alliierten wie auch der eigenen Maschinen in den Schatten.
Auf Anordnung der Obersten Heeresleitung arbeitete Fokker von 1917 bis 1919 mit Hugo Junkers zusammen. Beide waren als Aktionäre an der Gründung der Junkers-Fokker-Werke Aktiengesellschaft am 20. Oktober 1917 beteiligt und wurden Mitglieder des Aufsichtsrats. Doch die beiden Flugzeugproduzenten verfolgten grundverschiedene Richtungen im Flugzeugbau. Bis auf einige Versuchseindecker kam es zu keiner fruchtbaren Zusammenarbeit. Am 24. April 1919 erfolgte die Umwandlung in die Junkers Flugzeugwerk Aktiengesellschaft. Gegenstand des Unternehmens war jetzt „die Herstellung von Flugzeugen Bauart Junkers und von technischen Fabrikaten“.

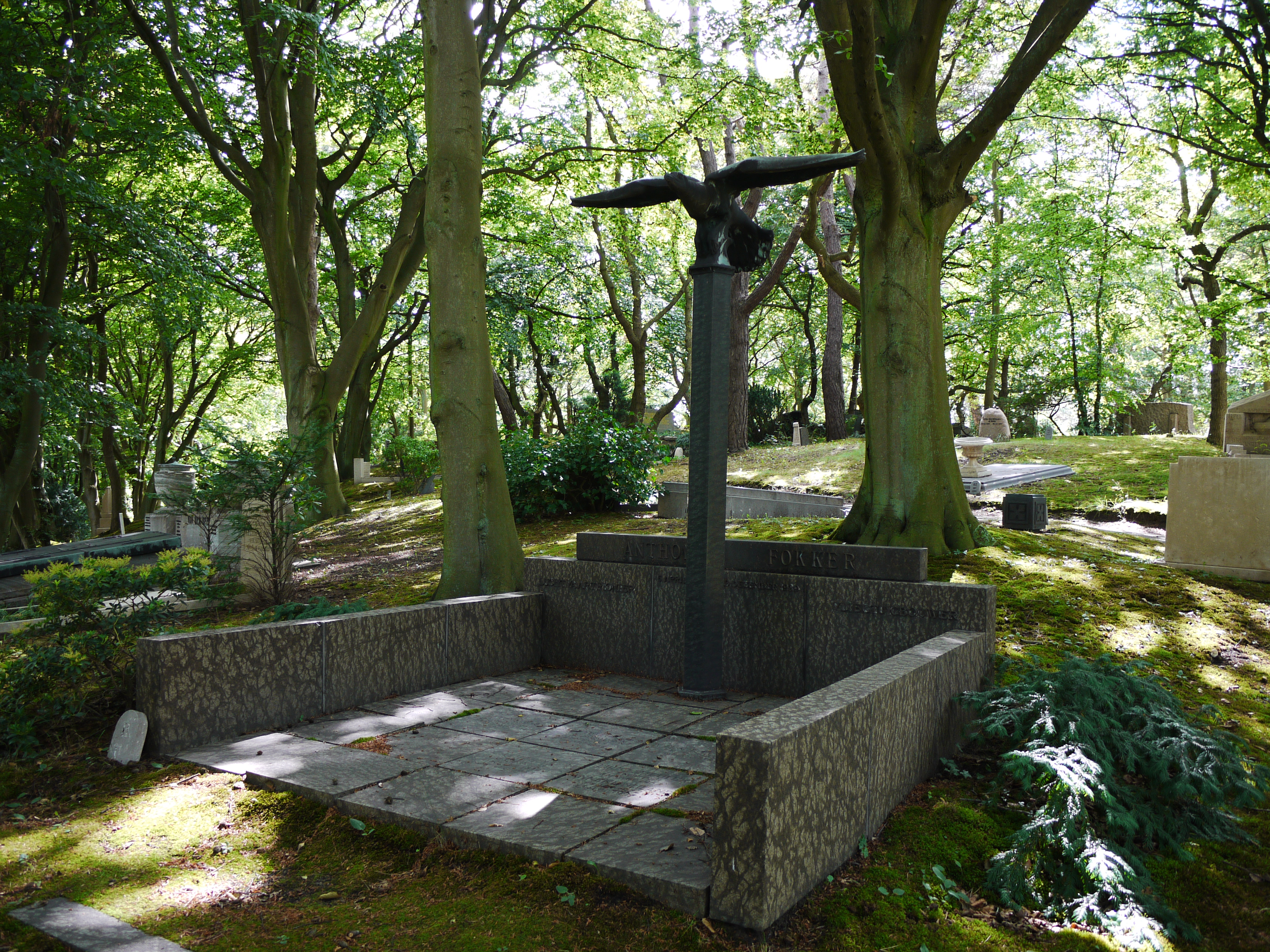
Fokkers Grab in Driehuis auf dem Westerveld-Friedhof (2010)

### Veere und Amsterdam
Im Versailler Vertrag wurde Deutschland nach dem Ersten Weltkrieg der Bau von Flugzeugen und Flugmotoren verboten. Aufgrund dieser Einschränkungen verlegte Fokker 1919 mit einem ausgeklügelten Plan innerhalb von sechs Wochen seine Schweriner Fabrik per Eisenbahn nach Veere in die Niederlande. In Amsterdam gründete er mit Hilfe eines Onkels und weiterer Geldgeber die N. V. Koninklijke Nederlandse Vliegtuigenfabriek Fokker. Im selben Jahr heiratete Fokker Elisabeth von Morgen, die Tochter des deutschen Generals Curt von Morgen. Nach vier Jahren wurde die Ehe wieder geschieden.

### USA
1922 wanderte Fokker in die USA aus und gründete dort im Dezember 1923 die Atlantic Aircraft Corporation aus der im Herbst 1925 die Fokker Aircraft Corporation entstand. In den Vereinigten Staaten lernte er auch seine zweite Frau Violet Eastman kennen, die sich am 8. Februar 1929 das Leben nahm. Beide Ehen Fokkers blieben kinderlos. Im Jahr 1926 schrieb ein US-Gesetz vor, dass Firmen, die den Streitkräften Flugzeuge verkauften, in amerikanischer Hand sein müssten, und Fokker nahm die amerikanische Staatsbürgerschaft an. 1929 hielt General Motors (GM) einen Anteil von 40 Prozent an Fokkers Firma, um mit dem Konkurrenten Ford mithalten zu können. Nach dem Börsencrash von 1929 wurden Bestellungen storniert und die Firma schrieb Verluste. General Motors erhöhte den Anteil auf 50 Prozent, während Fokker noch 20 Prozent „seiner“ Firma kontrollierte. Er wurde zudem als Chefingenieur abgesetzt. 1931 verunfallte eine Fokker F-10 auf dem Transcontinental-and-Western-Air-Flug 5, wobei der berühmte Football-Coach Knute Rockne getötet wurde. Infolgedessen erhielten diese Flugzeuge ein Flugverbot. 1931 wurde die Zusammenarbeit von General Motors mit Fokker aufgegeben und alle amerikanischen Fokker-Fabriken geschlossen. Dank seiner zahlreichen Kontakte wurde Fokker jedoch Agent zur Vermarktung von Douglas- und Lockheed-Flugzeugen in Europa.
Fokkers Autobiografie Der fliegende Holländer erschien 1933 auch in deutscher Sprache. Mit dem Beginn der 1930er-Jahre zog Fokker sich mehr und mehr aus dem Geschäftsleben zurück. Am 23. Dezember 1939 verstarb Anton Herman Gerard Fokker im Alter von 49 Jahren nach einem chirurgischen Eingriff an den Folgen einer Infektion der Operationswunde und einer Hirnhautentzündung in New York.